# Koszary Taksim
Koszary Taksim (tur. Taksim Kışlası) – koszary, które znajdowały się w Stambule w miejscu dzisiejszego Parku Gezi przy Placu Taksim. Zostały zbudowane w 1806 roku za panowania Selima III przez architekta Krikora Baliana.
Po incydencie z 31 marca 1909 roku budynek odniósł znaczne szkody i czekał na odbudowę. W 1921 roku wewnętrzny dziedziniec został przekształcony na stadion piłkarski używany przez czołowe kluby sportowe w mieście. Stadion został zamknięty w 1939 roku, a w 1940 rozebrany. W 2011 roku postanowiono odbudować koszary, gdzie miało znajdować się centrum handlowe. Spotkało się to z protestem mieszkańców i przerodziło się w antyrządowe protesty i zamieszki.